# Priscus Fogagnolo
Priscus Fogagnolo (ur. 17 kwietnia 1983) – australijski zawodnik specjalizujący się w różnych sztukach walki. Brązowy medalista mistrzostw Wspólnoty Narodów w 2011 w zapasach, a także mistrz Oceanii w 2012.
Zdobył siedem medali na mistrzostwach Oceanii w judo w latach 2003-2011.
Uczestnik walk MMA. Ma na koncie 10 zwycięstw.